# Jatidukuh
Jatidukuh is een bestuurslaag in het regentschap Mojokerto van de provincie Oost-Java, Indonesië. Jatidukuh telt 2649 inwoners (volkstelling 2010).